# Hauteroche
Hauteroche település Franciaországban, Côte-d’Or megyében. Lakosainak száma 77 fő (2022. január 1.). Hauteroche Thenissey, Jailly-les-Moulins, La Roche-Vanneau, Boux-sous-Salmaise, Flavigny-sur-Ozerain és Gissey-sous-Flavigny községekkel határos.

## Népesség
A település népességének változása:
| Lakosok száma | 95   | 74   | 86   | 77   | 74   | 76   | 80   | 79   | 79   | 77   |
|               | 1968 | 1982 | 1990 | 2006 | 2013 | 2015 | 2017 | 2019 | 2020 | 2022 |